# Гулиа, Георгий Дмитриевич
Георгий Дмитриевич Гу́лиа  (1913—1989) — русский писатель абхазского происхождения. Все произведения Г. Д. Гулиа написаны на русском языке.
Заслуженный деятель искусств Грузинской ССР (1943). Заслуженный деятель искусств Абхазской АССР (1971). Лауреат Сталинской премии третьей степени (1949). Член ВКП(б) с 1940 года.

## Биография
Родился 1 (14 марта) 1913 года в Сухуме в семье основоположника современной абхазской литературы, одного из создателей современной абхазской письменности Дмитрия Гулиа. Окончив Закавказский институт инженеров путей сообщения, он работал по своей специальности, участвовал в строительстве Черноморской железной дороги. Но уже в юности у Гулиа проявились творческие способности. Он занимался журналистикой, живописью, графикой.
В 1930 году печатается первая повесть Г. Д. Гулиа — «На скате», затем выходит «Месть» (1936). Короткие рассказы и повести для детей изданы в сборнике «Рассказы у костра» (1937).
После войны Гулиа переезжает в Москву. Его приглашают работать в редакцию «Литературной газеты».
В 1947 году он решил написать крупное произведение, посвящённое жизни современной абхазской молодежи. Гулиа ездил по городам и сёлам Абхазии, знакомился с людьми, собирал материал. В 1948 году роман «Весна в Сакене» опубликован в литературном журнале «Новый мир». Он принёс писателю признание публики.
Г. Д. Гулиа умер 18 октября 1989 года. Похоронен в центре Сухума.

### Семья
Жена — Валентина Григорьевна Княгинина (1930-2020), родом из Рязани; кандидат химических наук, была преподавателем химического факультета МГУ. 
Дети: 
- дочь Татьяна (1959 г.р.) — театральный критик, журналист; сотрудник Посольства Республики Абхазия в РФ;
- сын Георгий (1966 г.р.) — исполнительный директор информационного агентства «Интерфакс»[2].

## Творчество
Произведения Гулиа созданы на основе наблюдений за жизнью людей в Абхазии, впечатлений от его собственной трудовой жизни на родине. О молодых людях Абхазии написана повесть «Весна в Сакене» (1947), которая принесла Гулиа всесоюзную известность. В зрелые годы писатель обращается к историческому и историко-биографическому жанру, рассматривая острые человеческие проблемы через призму прошлого.

### Зрелое творчество
Гулиа закрепил успех своего первого романа, вскоре выпустив ещё две книги, тематически связанных с ним: «Добрый город» (1949) и «Кама» (1951). Вместе с «Весной в Сакене» они составили трилогию «Друзья из Сакена» (окончательная редакция 1954).
Тему современности продолжили романы «Каштановый дом» (1961), написанный в форме записок учительницы, выпускницы университета, приехавшей работать в абхазское селение Дубовая роща, где её ждёт много нового, необычного, иная жизнь со своими традициями, интересные, самобытные люди, и «Пока вращается земля…» (1962), посвящённый ученым: его главный герой — вирусолог Иконников работает в Институте экспериментальной патологии и терапии в Сухуми. В романе ставятся важные и злободневные вопросы морали, этики человеческих взаимоотношений, долга учёного, затрагиваются и проблемы современного искусства и литературы.
Хотя в дальнейшем современная тема продолжает волновать писателя, в основном он переходит к жанру исторического и историко-биографического романа. Начало положили романы из истории Абхазии времен русско-турецких войн XIX века: «Черные гости» (1950) и «Водоворот» (1959). Затем писатель пишет художественную биографию своего отца «Дмитрий Гулиа. Повесть о моём отце» (1963).
Вершиной исторической романистики Гулиа стала трилогия: «Фараон Эхнатон» (1968), «Человек из Афин. Хроника в шести книгах» (1969), «Сулла» (1971).
В 1970—1980-е годы Георгий Гулиа создает небольшие, пересыпанные блёстками юмора, остроумия рассказы и новеллы, вошедшие в многочисленные сборники его «малой прозы». Он продолжает писать о своей родине Абхазии, жизни земляков, работает над новыми историческими произведениями. Создает романы об эпохе викингов («Сага о Кари, сыне Гуннара»), пунических войн («Ганнибал, сын Гамилькара»), художественные биографии Александра Блока, Михаила Лермонтова, Омара Хайяма, Рембрандта.

### Сочинения

#### Романы и повести
- «На скате»
- «Месть» (1936).
- «Весна в Сакене» (1948)
- «Добрый город» (1949).
- «Черные гости» (1950). (Абхазия XIX века)
- «Кама» (1951).
- «Водоворот» (1959). (Абхазия XIX века)
- «Каштановый дом» (1961).
- «Пока вращается земля…» (1962).
- «Дмитрий Гулиа. Повесть о моем отце» (1963).
- «Скурча уютная» (1965).
- «Фараон Эхнатон» (недоступная ссылка) (1968).
- «Человек из Афин. Хроника в шести книгах» (1969). (Афины времён Перикла)
- «Сулла» (1971). (Древний Рим при диктаторе Сулле)
- «Сказание об Омаре Хайяме» (1973). (Омар Хайям в мае 1092 года в Исфахане)
- «Жизнь и смерть Михаила Лермонтова» (1975)
- «Сага о Кари, сыне Гуннара (Викинг)» (1978).
- «Поэт, или Александр Блок» (1980).
- «Ганнибал, сын Гамилькара» (1983).
- «Рембрандт» (1986).
- «Все видели спящую реку» (1987).

#### Сборники рассказов
- «Рассказы у костра» (1937).
- «Огненный конь» (1954).
- «Белая ночь» (1958).
- «Вертолет и горный дух» (1959).
- «Литавры» (1963).
- «А если это любовь?» (1972).
- «Его самый-самый счастливый день» (1977).
- «Мои гуси-лебеди» (1982).
- «Жил-был абхазский мальчик» (1986).
- «Чудеса совершаются в небе» (1987).

#### Исторические рассказы
- «Крепость» (1955).
- «Фараон и воры» (1960).
- «Тайна пирамиды Сехемхета» (1961).
- «Возвышение фараона Нармера» (1961).
- «Баллада о первом живописце» (1961).
- «На пороге мрака» (1961).
- «Очень странные люди» (1961).
- «Перикл на смертном одре» (1961).
- «Смерть святого Симона Кананита» (1963).
- «Заветное слово Рамессу Великого» (1965).
- «Руан, 7 июля 1456 года» (1968).
- «Чудак» (1970).
- «Суд под кипарисами» (1970).

#### Киносценарии
- «Удивительное воскресенье» (1957).
- «У самого Чёрного моря» (1975).

### Издание сочинений
В советский период, помимо многочисленных отдельных изданий, издательство Художественная литература дважды выпускало собрание сочинений Г. Гулиа. Примечательно, что оба выпущенных четырёхтомника полностью отличаются по составу включенных в них произведений.
- Собрание сочинений в 4-х томах. М., 1974—1976.
- Собрание сочинений в 4-х томах. М., 1987—1988

## Признание

Мемориальная доска на доме № 16 по Новопесчаной улице

### Награды и премии
- орден Трудового Красного Знамени (14.05.1979)
- три ордена «Знак Почёта» (17.04.1958; 13.03.1963; 28.10.1967)
- медали
- Сталинская премия третьей степени (1949) — за повесть «Весна в Сакене» (1947)[3]
- заслуженный деятель искусств Грузинской ССР (1943)
- заслуженный деятель искусств Абхазской АССР (1971)

### Адреса
С 1969 по 1989 год Георгий Гулиа жил в Москве по адресу: Новопесчаная улица, дом № 16. В память об этом на доме в 2002 году установлена мемориальная доска.
Имя Гулиа носил Дом творчества писателей в Пицунде (создан в 1951 году).

### Экранизация
- 1950 — Весна в Сакене (режиссёр Н. К. Санишвили).